# Ramones (album)
| Recensione | Giudizio    |
| ---------- | ----------- |
| AllMusic   |             |
| Ondarock   | Consigliato |

Ramones è il primo album del gruppo punk statunitense Ramones, pubblicato nel 1976 dall'etichetta Sire Records.
Nel 2003 l'album si posiziona sia al numero 33 della classifica dei 500 migliori album redatta dalla rivista Rolling Stone sia alla posizione numero 4 nella classifica della rivista Mojo dei migliori album punk. Nel 2016 Rolling Stone lo piazza, nella medesima classifica, al primo posto.

## Descrizione
Dopo aver firmato per la Sire Records nella primavera del 1975, la band iniziò la registrazione del suo primo album nell'inverno dello stesso anno. La registrazione venne effettuata molto in fretta e con un budget molto basso (6.000 dollari). L'album fu registrato alla stregua dei primi lavori di band come i Beatles ed i Cream, cioè con la chitarra su un canale ed il basso sull'altro, mentre la batteria venne registrata su entrambi i canali. Per questa sua caratteristica l'album non ebbe un grosso riscontro presso i disc jockey delle radio statunitensi, raggiungendo solo la posizione numero 111 della classifica statunitense.
Nel 2001 il disco è stato ristampato in versione rimasterizzata e con l'aggiunta di 8 tracce bonus.
Nel 2014 è stato certificato disco d'oro dalla Recording Industry Association of America.

### Copertina
La copertina dell'album è altrettanto celebre quanto il contenuto del disco stesso. Nella foto realizzata da Roberta Bayley che raffigura i membri del gruppo appoggiati ad uno scalcinato muro, poco distante dall'ingresso dello storico club CBGB's, i quattro indossano jeans sdruciti e strappati al ginocchio, scarpe da tennis consunte, giubbotti in pelle nera e portano tutti quanti i capelli lunghi (Johnny e Dee Dee a caschetto), in uno strano miscuglio di abbigliamento punk e metallaro che influenzerà i fan del gruppo e non solo.
L'immagine venne scattata contro il muro laterale dell'edificio al civico 14 della East 2nd Street a New York, all'interno dell'Albert's Garden. Nella stessa via al civico 6 viveva Arturo Vega, che ideò il logo della band; per un certo periodo nello stesso appartamento vissero anche Joey Ramone e DeeDee Ramone.

### Descrizione dei brani
- Beat on the Brat è stata descritta da Dee Dee Ramone come una storia vera. «Joey vide una madre correre dietro al figlio impugnando una mazza da baseball e ci scrisse sopra una canzone».[12] Il brano è apparso nel film del 1995 Billy Madison[13].
- Judy Is a Punk racconta la vita di due scalmanate fan del gruppo, tali Jackie e Judy. In un'intervista nel film-documentario End of the Century: The Story of the Ramones i Ramones dissero che nacque come canzone "profetica", perché le due ragazze morirono in un incidente aereo, ed il testo narra della loro futura morte. Questa canzone ebbe un seguito, ovvero The Return of Jackie and Judy, canzone che fu inserita come quinta traccia nel quinto album della band. La canzone figura nella colonna sonora del film del 2001 I Tenenbaum[14].
- Now I Wanna Sniff Some Glue fu scritta con in mente gli adolescenti del quartiere Forest Hills, Queens, che sniffavano continuamente colla per ammazzare la noia. I Ramones registrarono in seguito un'altra canzone sempre sullo stesso tema, Carbona Not Glue, nel loro secondo album, Leave Home. Il brano fu anche di ispirazione per il nome della celebre fanzine punk inglese, Sniffin' Glue.[15]
- Today Your Love, Tomorrow the World fu ispirata a Dee Dee dalla sua adolescenza passata in Germania, e dalla fascinazione di Johnny per i vecchi film sulla Seconda Guerra Mondiale. I riferimenti al Nazismo del testo del brano, ovviamente ironici considerato il fatto che Tommy e Joey erano entrambi di religione ebraica, crearono qualche problema alla band, che inizialmente fu accusata di simpatie destrorse.[11][16].
- Chain Saw è basata sul film Non aprite quella porta.[17]
- Let's Dance è una cover di un brano cantato da Chris Montez nel 1962.

## Tracce
Lato 1
1. Blitzkrieg Bop – 2:12 (Tommy Ramone, Dee Dee Ramone)
2. Beat on the Brat – 2:30 (Joey Ramone)
3. Judy Is a Punk – 1:30 (Joey Ramone)
4. I Wanna Be Your Boyfriend – 2:24 (Tommy Ramone)
5. Chain Saw – 1:55 (Joey Ramone)
6. Now I Wanna Sniff Some Glue – 1:34 (Dee Dee Ramone)
7. I Don't Wanna Go Down to the Basement – 2:35 (Dee Dee Ramone, Johnny Ramone)

Lato 2
1. Loudmouth – 2:14 (Dee Dee Ramone, Johnny Ramone)
2. Havana Affair – 2:00 (Dee Dee Ramone, Johnny Ramone)
3. Listen to My Heart – 1:56 (Dee Dee Ramone)
4. 53rd & 3rd – 2:19 (Dee Dee Ramone)
5. Let's Dance (Cover di Chris Montez) – 1:51 (Jim Lee)
6. I Don't Wanna Walk Around With You – 1:43 (Dee Dee Ramone)
7. Today Your Love, Tomorrow the World – 2:09 (Dee Dee Ramone)

Tracce bonus CD Expanded Edition 2001
1. I Wanna Be Your Boyfriend (demo) – 3:02 – Prodotta da Marty Thau; pubblicata in The Groups Of Wrath: Songs Of The Naked City (1991),[20] incisa ai 914 Studios
2. Judy Is a Punk (demo) – 1:36 – Prodotta da Marty Thau; pubblicata in The Groups Of Wrath: Songs Of The Naked City (1991),[20] incisa ai 914 Studios
3. I Don't Care (demo) – 1:55 – Prodotta da Tommy; inedita
4. I Can't Be (demo) – 1:56 – Prodotta da Tommy; pubblicata in All the Stuff (And More!) Volume 1, Sire n. cat. 26220
5. Now I Wanna Sniff Some Glue (demo) – 1:42 – Prodotta da Tommy; inedita
6. I Don't Wanna Be Learned/I Don't Wanna Be Tamed (demo) – 1:05 – Prodotta da Tommy; pubblicata in All the Stuff (And More!) Volume 1, Sire n. cat. 26220
7. You Should Never Have Opened That Door (demo) – 1:54 – Prodotta da Tommy; inedita
8. Blitzkrieg Bop (single version) – 2:12 – Prodotta da Craig Leon; versione del singolo

## Formazione
- Joey Ramone - voce
- Johnny Ramone - chitarra
- Dee Dee Ramone - basso, voce
- Tommy Ramone - batteria

## Curiosità
- La band punk Screeching Weasel ha pubblicato un album intitolato Ramones, prodotto da Mass Giorgini di Sonic Iguana Studios e composto da cover dell'album. Queste cover sono state incluse successivamente anche nell'album Beat Is on the Brat.